# Studebaker
Studebaker Corporation foi uma empresa norte-americana com sede em South Bend, Indiana.

## História

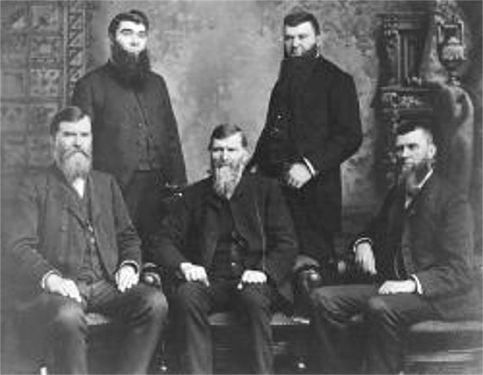
Irmãos Studebaker.

A "Studebaker Corporation" iniciou a sua historia quando os irmãos Studebaker: Henry (1826-1895) e Clement (1831-1901), fundaram em 16 de fevereiro de 1852, na cidade de South Bend, uma loja de manufatura e serviços para ferraria e fundição, a "H & C Studebaker". Em pouco tempo a loja transformou-se numa oficina fornecedora de peças de metais para as industrias locais que fabricavam vagões, carroças e carroções para a agricultura, mineração e o Exército Americano. Neste ritmo, dois outros irmãos mais novos entraram para a empresa: John Mohler Studebaker (1833-1917) e Peter Everst Studebaker (1836-1897). Os quatro irmãos, em pouco tempo, ampliaram a produção de peças e em meados da década de 1860 já estavam produzindo seus próprios vagões e carroças. Com a expansão dos negócios e a aquisição de outras industrias, em 1868 a empresa modificou sua denominação para "Studebaker Brothers Manufacturing Company". Na década de 1870, Jacob Franklin Studebaker (1844-1887) o irmão caçula da família, passou a fazer parte da sociedade.
Em 1895 a Studebaker iniciou pesquisas para desenvolver sua "carruagem sem cavalos", optando inicialmente por motores elétricos. Somente em 1902 a empresa lançou o "Studebaker Runabout", um automóvel tracionado com o "Standard Westinghouse Vehicle Motor" (motor padrão para veículos, marca Westinghouse). O modelo elétrico não foi satisfatório em número de vendas e em 1904, a empresa lançou um veículo movido a gasolina.
Com a aquisição, em 1911, da "Everitt-Metzker-Flanders Company" (também conhecida por E-M-F Company), sua razão social é alterada para "Studebaker Corporation". Em 1920, a empresa finalizou a produção de carroças e similares para focar na industria automotiva.

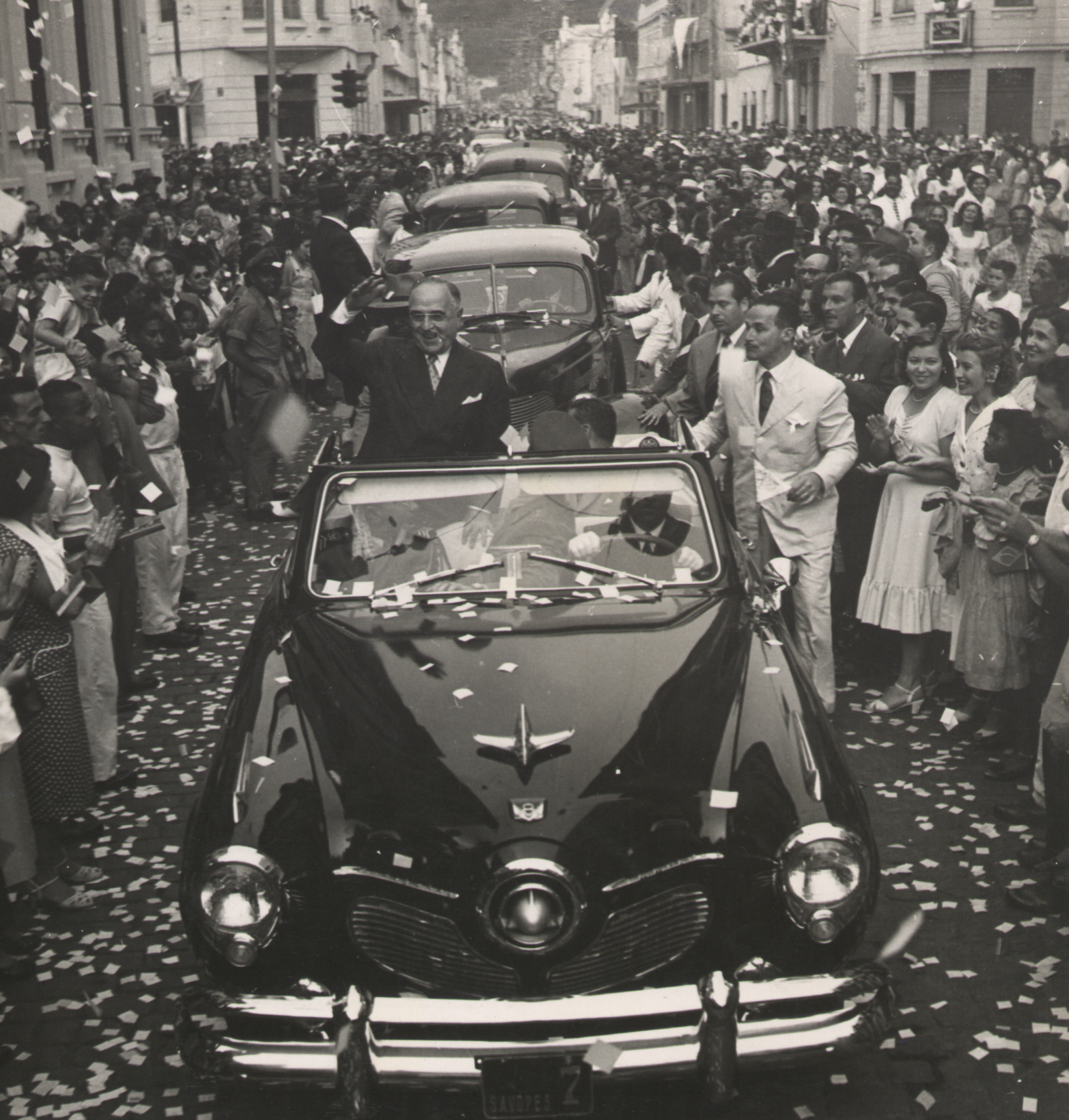
Presidente Getúlio Vargas desfila pelas ruas de Vitória no Espírito Santo, em um conversível Studebaker (1951).

Com o rápido e dinâmico desenvolvimento de novas tecnologias automotivas da primeira metade do século XX, especializou-se na produção de ônibus e automóveis de grande porte, como limusines e executivos, resultando em modelos campeões de vendas. Entre estes, temos o Studebaker Speedste, o Studebaker's Big Six Touring Car, o Studebaker Phaeton ou o UK. Com a advento da Segunda Guerra Mundial, passou a produzir caminhões, sendo o principal fornecedor para os exércitos aliados.
Na década de 1950 a empresa enfrentou uma grande crise, o que resultou na sua fusão com a Packard Motor Car Company, criando em 1956, a "Studebaker-Packard Corporation".

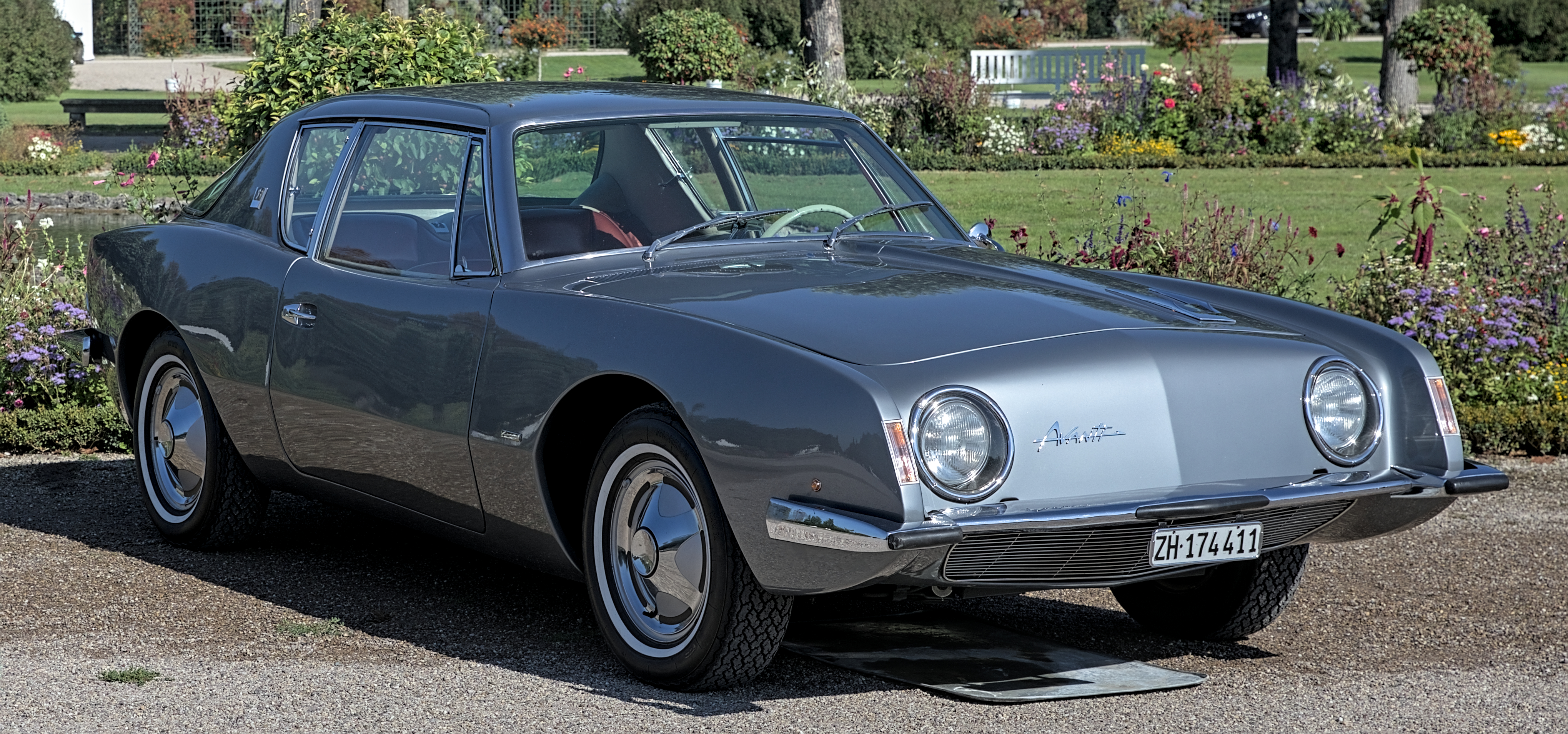
Studebaker Avanti.

A estratégia não resultou num crescimento financeiro e em 1962, houve a dissolução da parceria, quando sua razão social voltou ao "Studebaker Corporation". Com a venda de algumas divisões e fábricas e a parceria na revenda de automóveis alemães como a Mercedes-Benz, Auto Union e a DKW, a Studebaker parou de produzir a linha automotiva em 16 de março de 1966. Logo em seguida foi fatiada e negociada em divisões, quando em maio de 1967 algumas foram vendidas para a Wagner Electric e em novembro de 1967 outras foram adquiridas pela Worthington Corporation, criando a "Studebaker-Worthington Inc.".
O nome Studebaker desapareceu do mercado norte-americano somente em 1979, quando a McGraw-Edison adquiriu a Studebaker-Worthington.

## Galeria de imagens

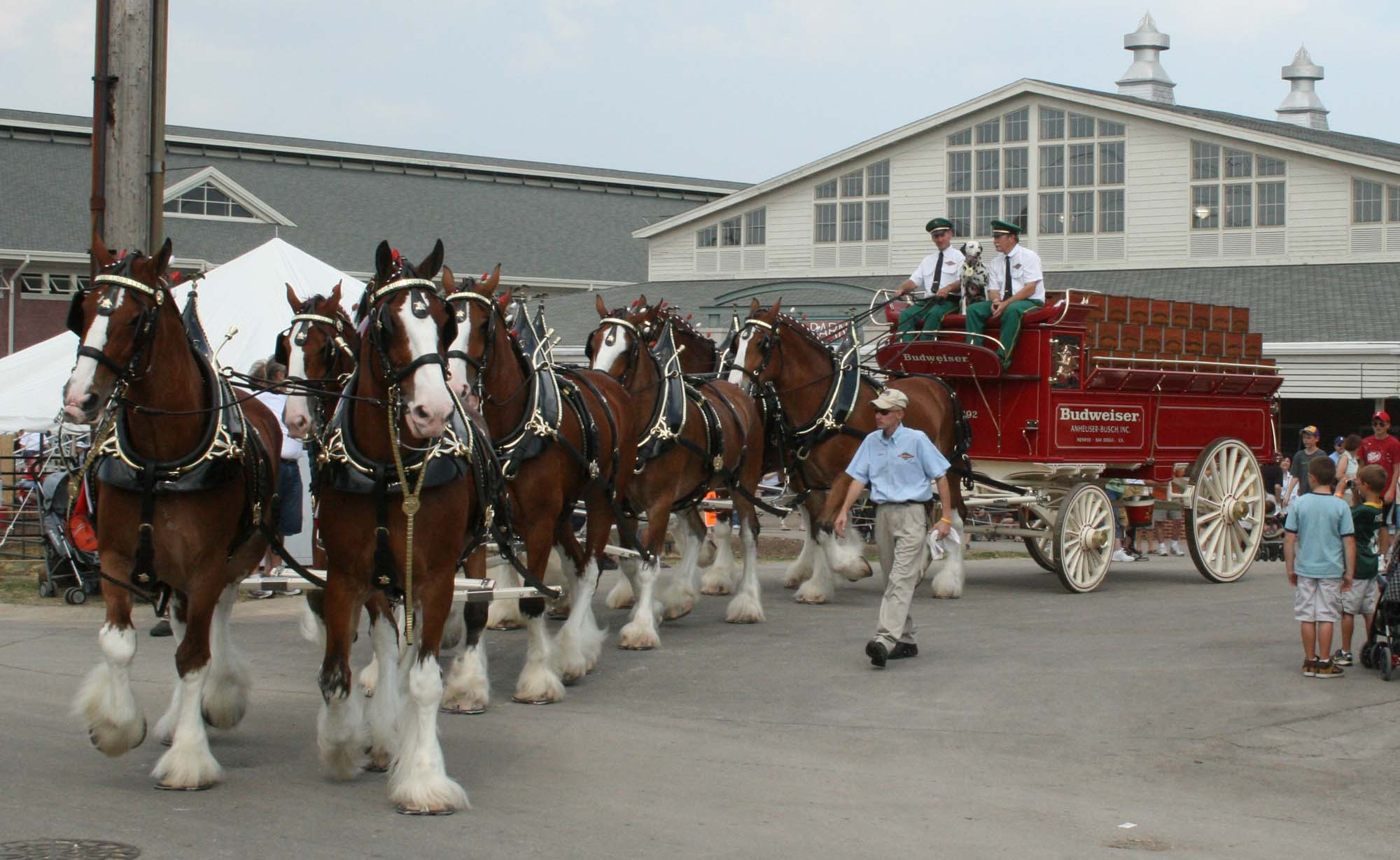
Vagão fabricado pela Studebaker puxado por cavalos
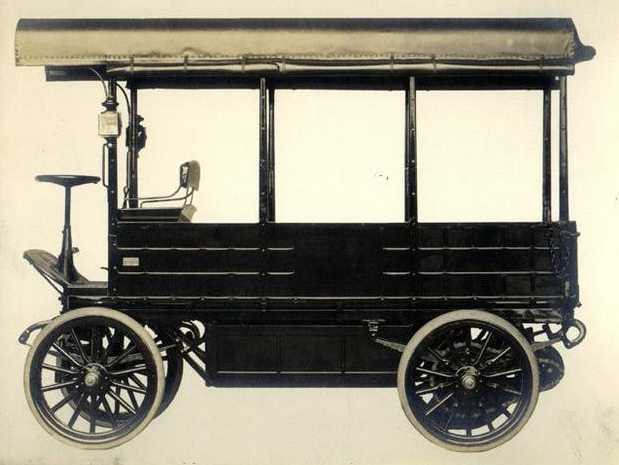
Ônibus elétrico fabricado pela Studebaker
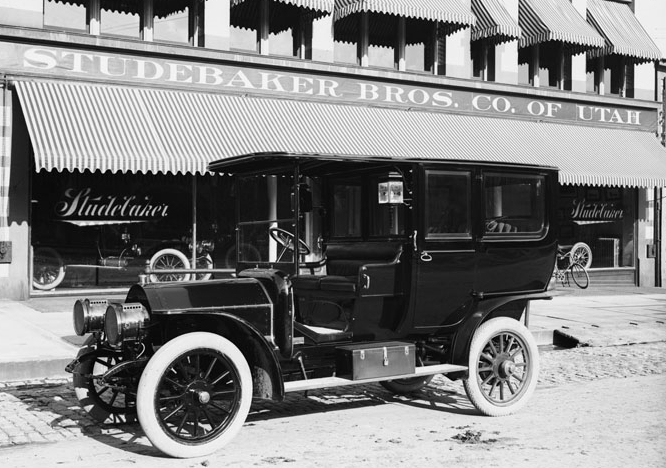
Studebaker de 1908
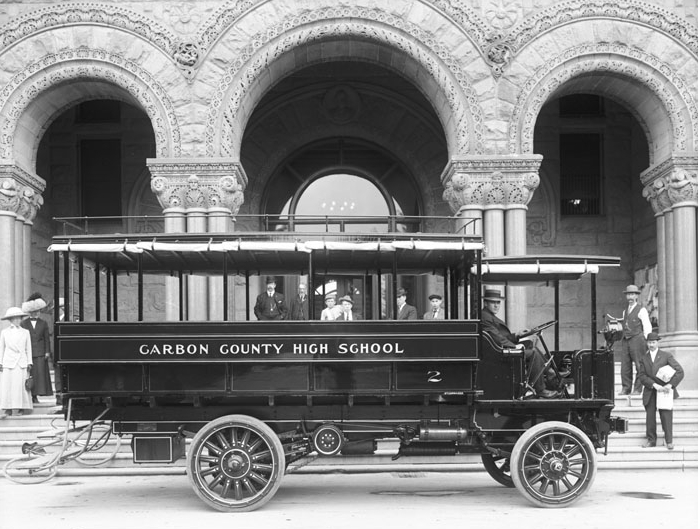
Ônibus Studebaker de 1912
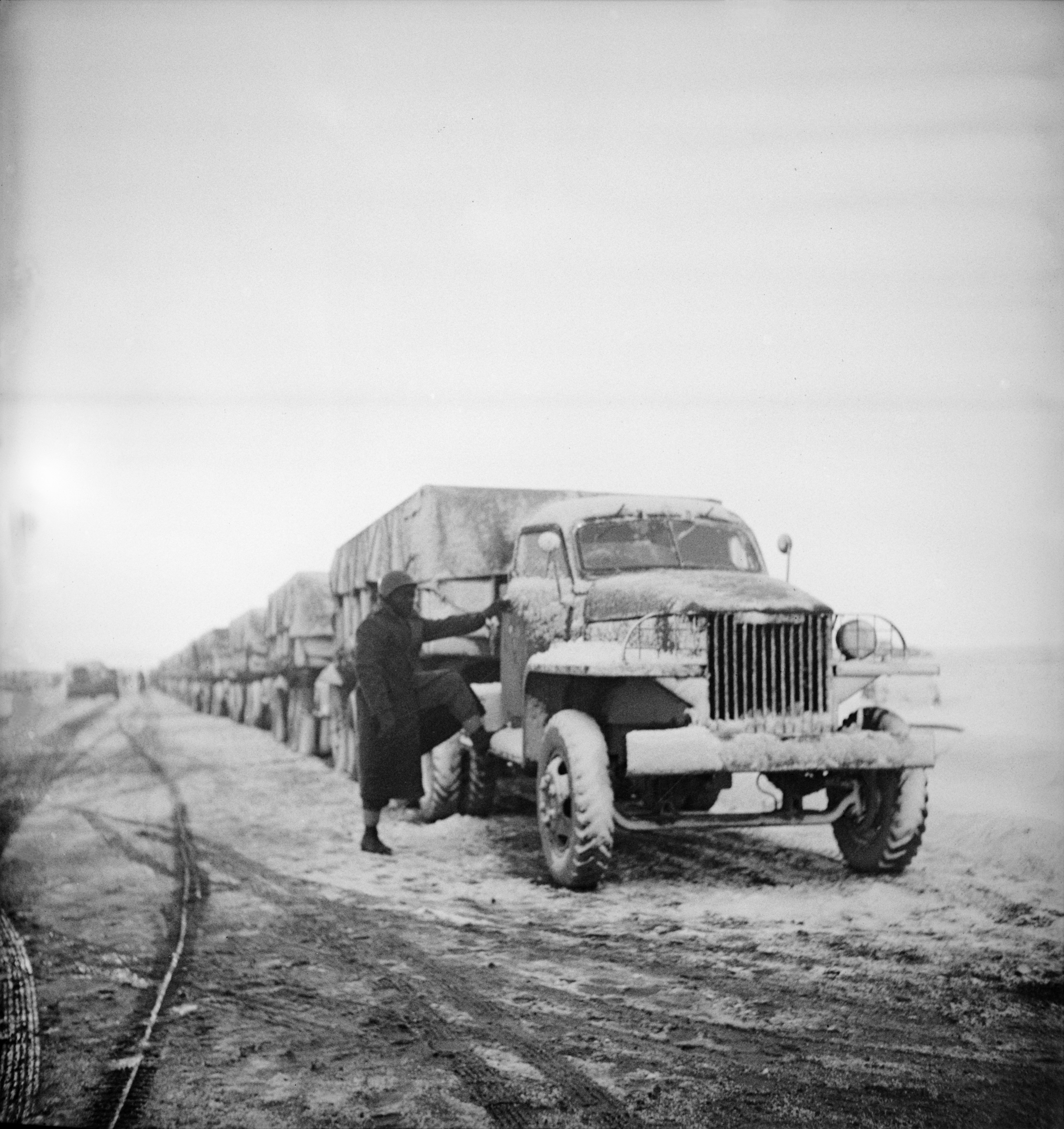
Caminhões Studebaker US6 no Corredor Persa, durante o Lend-Lease
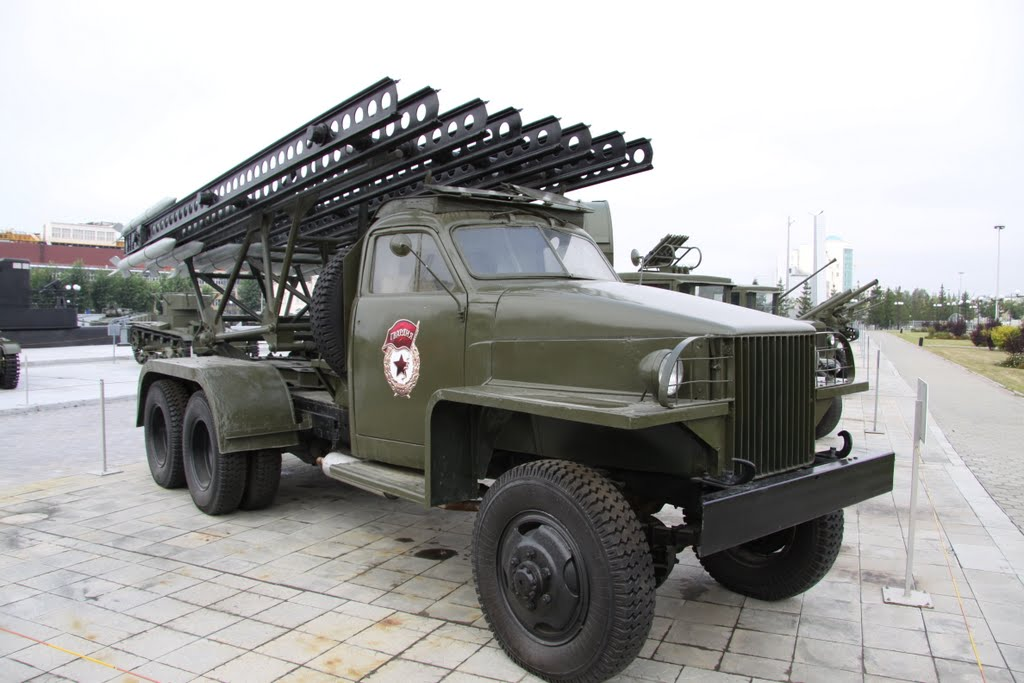
Studebaker US6 usado como plataforma para o lançador Katyusha pelo Exército Vermelho na Segunda Guerra Mundial
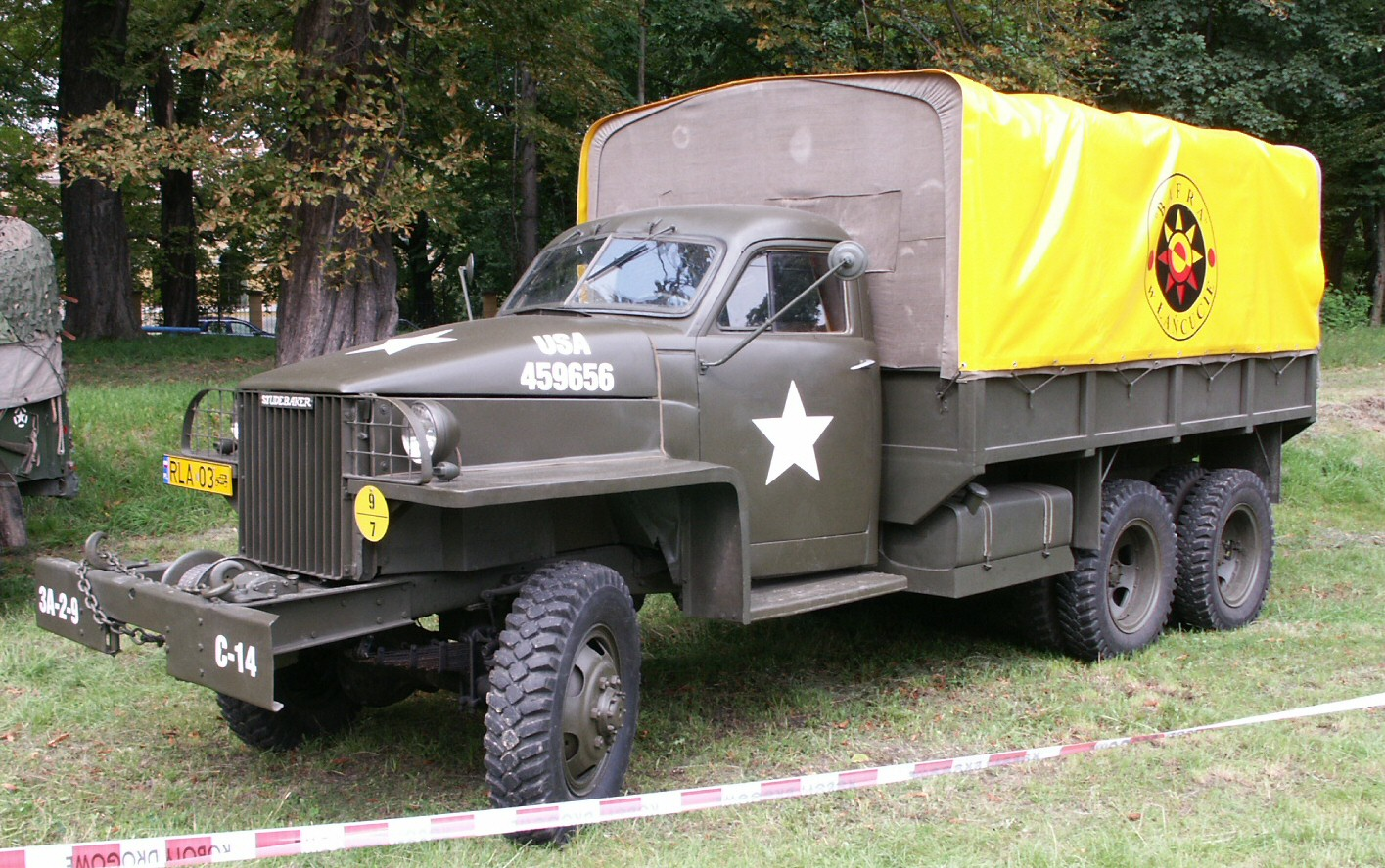
Studebaker US6 em Łańcut
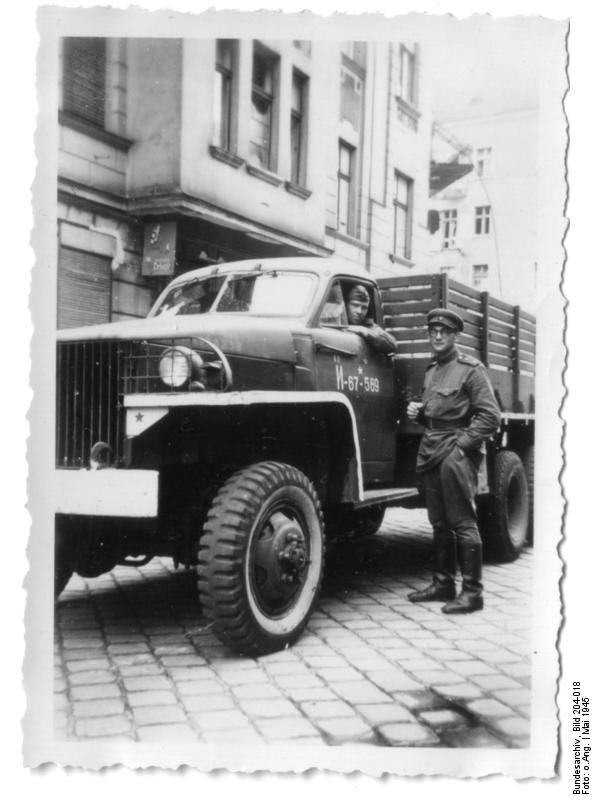
Studebaker US6 em Berlin, em 1945, usado pelo Exército Vermelho
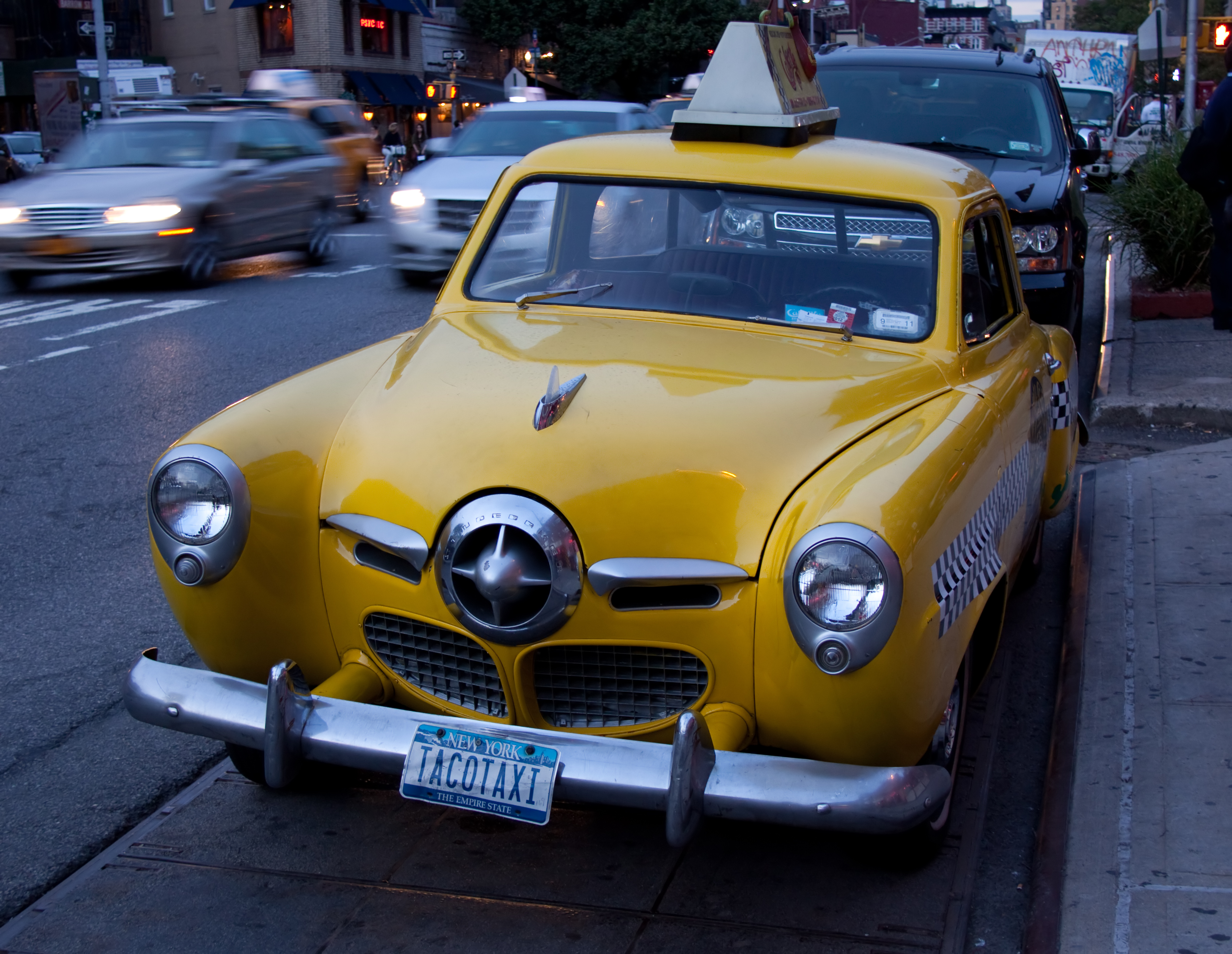
Taxi Studebaker em Nova Iorque
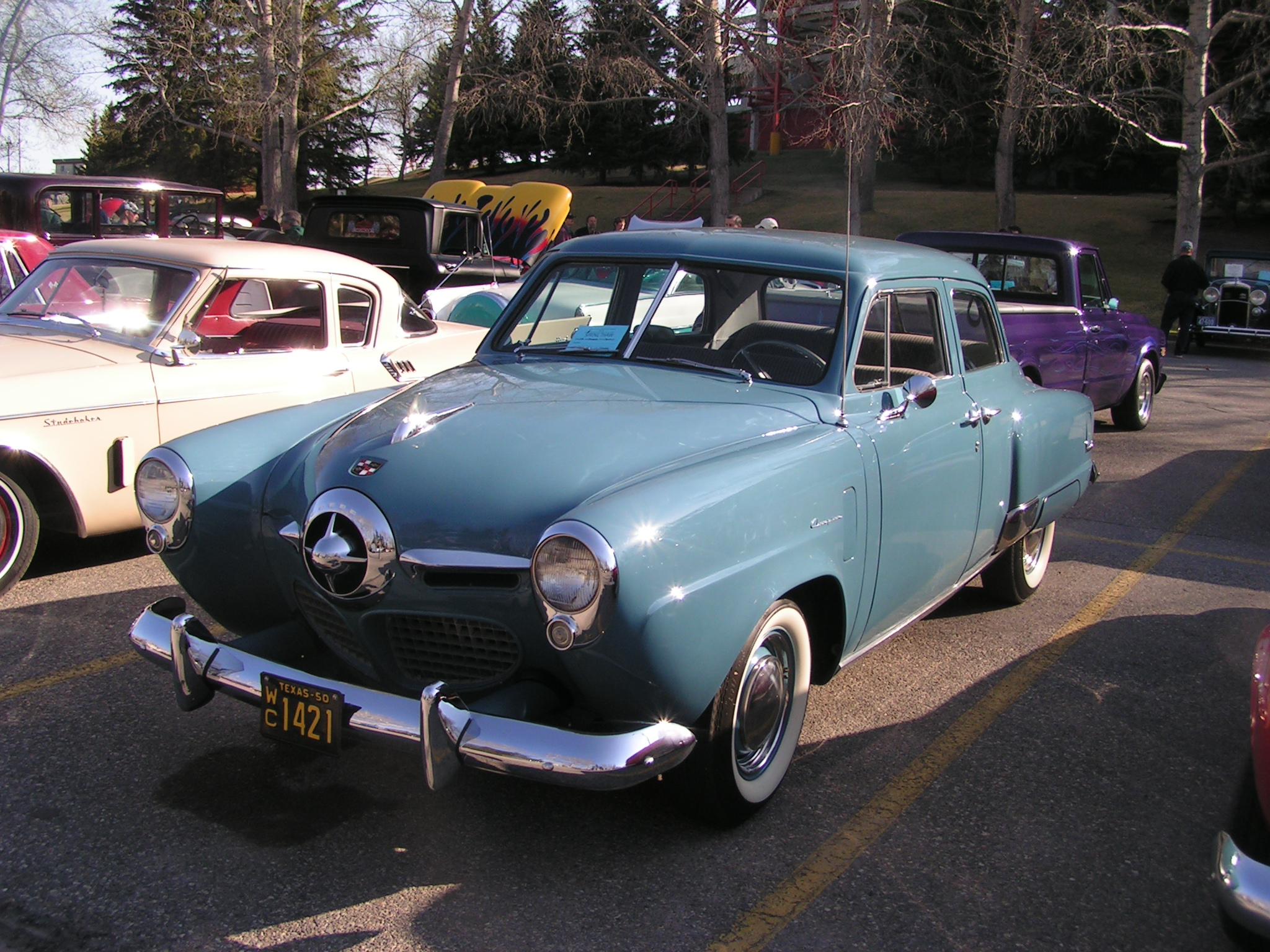
Studebaker de 1950
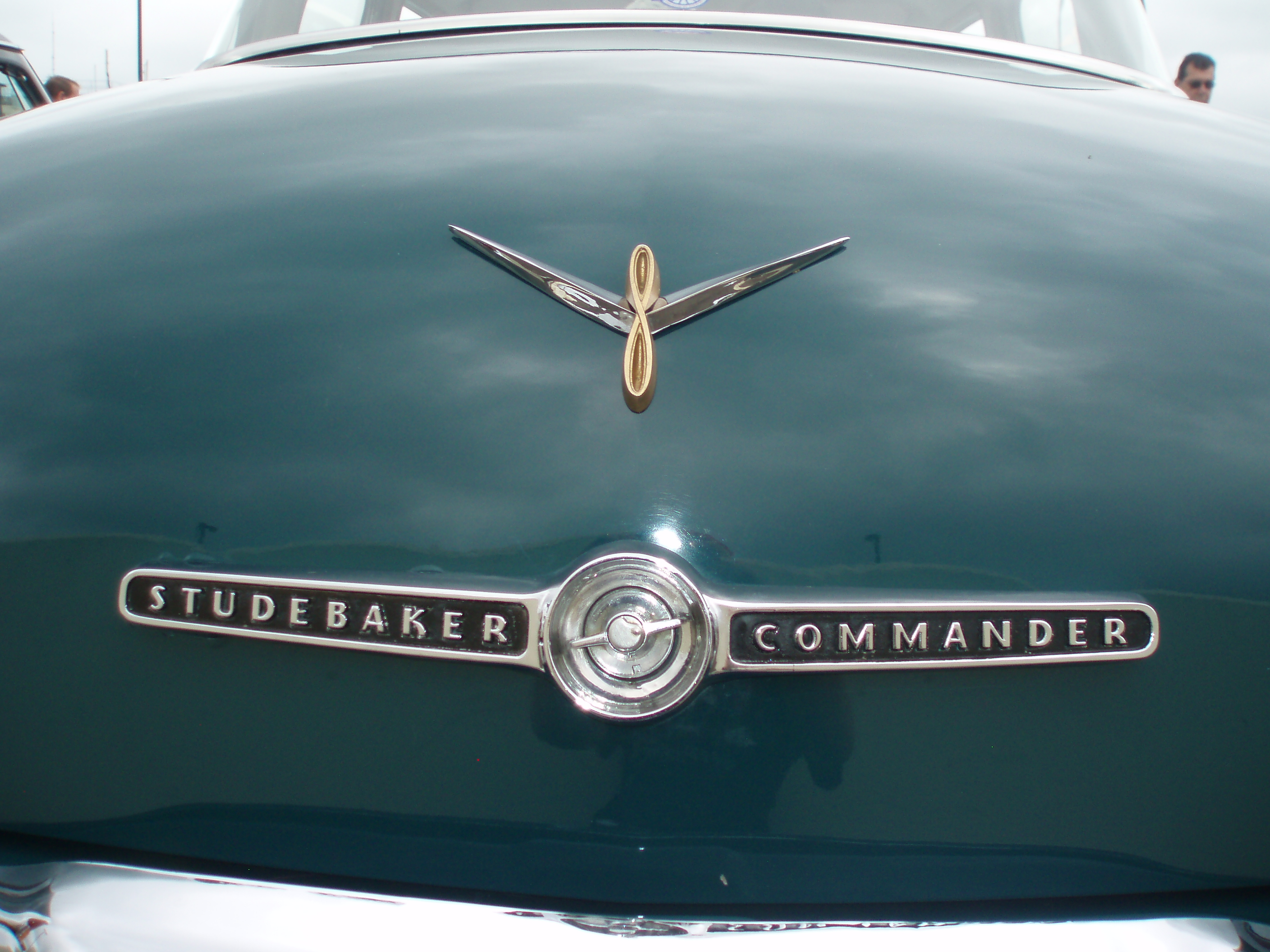
Logo estampado na traseira do Studebaker Commander de 1955
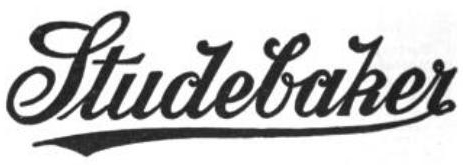
Logotipo do início do século XX
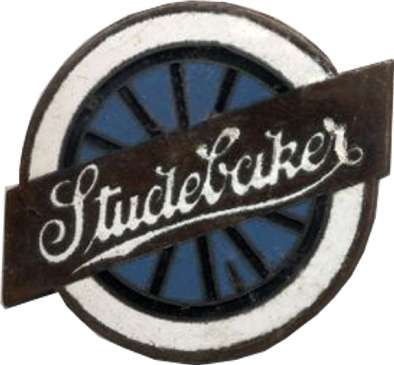
Logotipo 1912 aos anos 1930
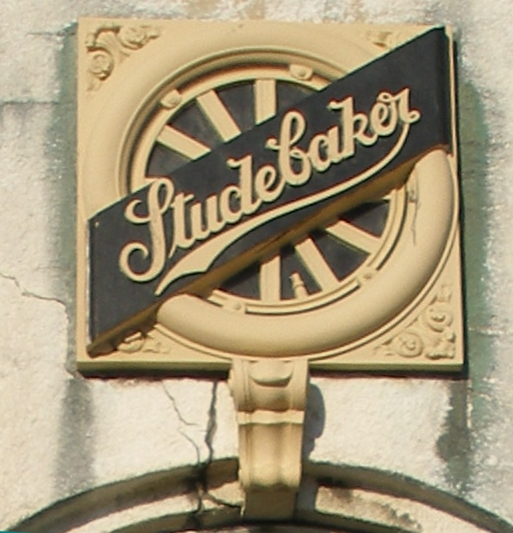
Logotipo na fachada da fábrica